# 1831 en santé et médecine
| Années de la santé et de la médecine : 1828 - 1829 - 1830 - 1831 - 1832 - 1833 - 1834    |
| Décennies de la santé et de la médecine : 1800 - 1810 - 1820 - 1830 - 1840 - 1850 - 1860 |

Cet article présente les faits marquants de l'année 1831 en santé et médecine.

## Prix
- Poiseuille obtient le prix Montyon pour la deuxième fois.

## Naissances
- 29 mars : Antonio Cardarelli (mort en 1927), médecin, clinicien et homme politique italien.
- 21 avril : Ernest Besnier (mort en 1909), dermatologue français.
- 1er mai : Emily Stowe (morte en 1903), première femme à pratiquer la médecine au Canada.
- 31 octobre : Paolo Mantegazza (mort en 1910), médecin, neurologue, anthropologue, hygiéniste, écrivain, vulgarisateur et homme politique italien, célèbre, en particulier, pour sa découverte du principe actif de la coca.

## Décès
- 26 mars : Pierre Amable Jean-Baptiste Trannoy (né en 1772), botaniste, médecin et hygiéniste français[1].
- 20 avril : John Abernethy (né en 1764), chirurgien anglais.